# منتخب غوام لكأس ديفيز
منتخب غوام لكأس ديفيز (بالإنجليزية: Guam Davis Cup team)‏ هو ممثل غوام الرسمي في كرة المضرب في كأس ديفيز . تأسس في 2018.